# Ustina Point
Der Ustina Point (englisch; bulgarisch нос Устина nos Ustina) ist eine felsige Landspitze im Westen von Tower Island im Palmer-Archipel vor der Westküste der Antarktischen Halbinsel. Sie liegt 2,6 km nordwestlich des Peña Point und 3,5 km südlich des Kranevo Point.
Die bulgarische Kommission für Antarktische Geographische Namen benannte sie 2009 nach der Ortschaft Ustina im Süden Bulgariens.